# Holoneurus recusatus
Holoneurus recusatus är en tvåvingeart som beskrevs av Fedotova och Vasily S. Sidorenko 2005. Holoneurus recusatus ingår i släktet Holoneurus och familjen gallmyggor. Inga underarter finns listade i Catalogue of Life.